# Carbonaris

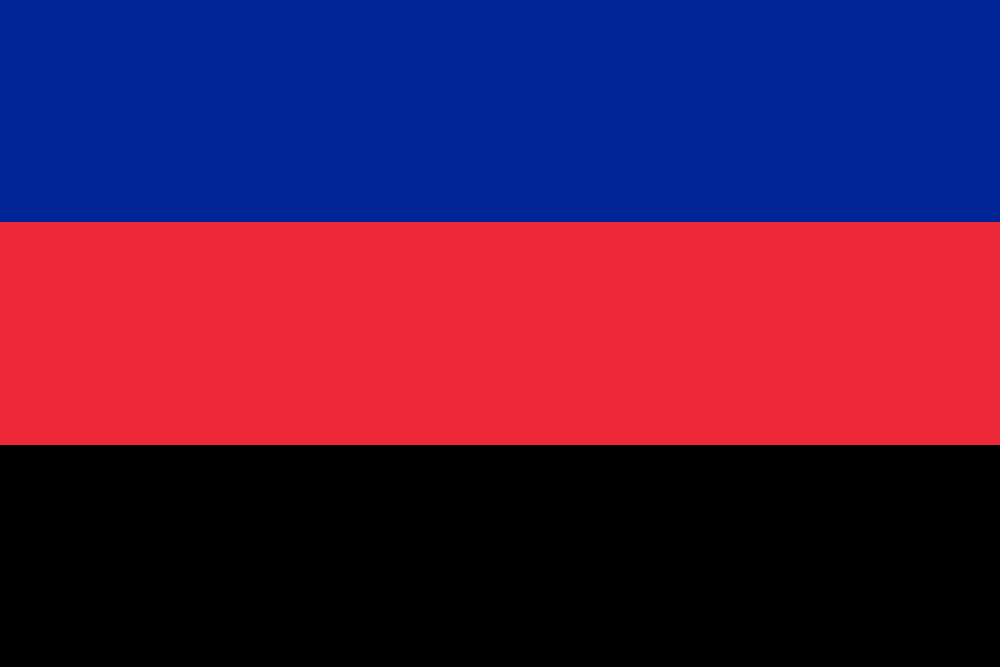
Bandera dels carbonaris italians

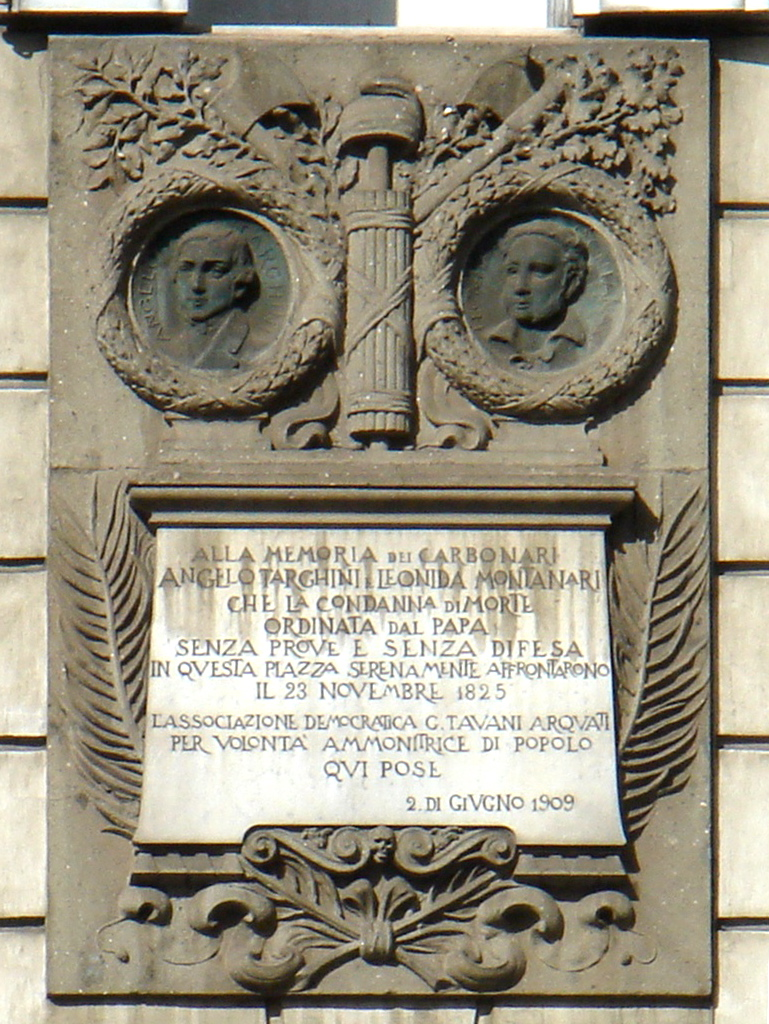
Placa commemorativa de l'execució dels carbonaris Angelo Targhini i Leonida Montanari (1825, Piazza del Popolo, Roma).

Els carbonaris (en italià I Carbonari, La Carboneria) foren els membres d'una societat secreta italiana fundada a Nàpols durant els primers anys del segle xix sobre valors patriòtics i liberals.

## Característiques generals
El terme "Carboneria" es derivava del fet que els adeptes de l'organització havien obtingut simbologia i rituals de la seva feina de carboners, o bé, dels que venien carbó. Com en tota societat secreta, qui s'inscrivia en la Carboneria no podia conèixer totes les finalitats de l'organització en el moment de la seva adhesió: els adeptes eren de fet anomenats inicialment: "aprenents" i sols després es convertien en "mestres" i havien d'esforçar-se a mantenir el més absolut secretisme.
L'organització, de tipus jeràrquic, era molt rígida: els nuclis locals, dits "barraques", es reunien en aglomeracions més grans, dites "vendite", que al seu torn depenien de les "vendite mare" i de les "altres vendite". De la resta es coneix poc amb certesa, i el fet que els historiadors no coneguin bé les diverses organitzacions sectàries depèn, òbviament, de la necessitat dels adeptes de mantenir la més estricta discreció, no es pot confiar completament en els escrits o documents de les petjades d'una activitat que, si era descoberta per la policia, podia tenir com a conseqüència la presó o fins i tot el patíbul.

### Els adeptes
Els adeptes de la Carboneria aspiraven sobretot a la llibertat política i a un govern constitucional: pertanyents en gran part a la burgesia i a les classes socials més elevades, s'havien dividit en dos sectors o lògies: la civil, destinada a la protesta pacífica o a la propaganda, i la militar, destinada a les accions d'escamot. Diverses personalitats famoses de la Itàlia del Risorgimento es van adherir al moviment, de manera explícita o implícita, entre els quals es destaca a: Silvio Pellico, Antonio Panizzi, Giuseppe Mazzini de jove, Ciro Menotti, Piero Maroncelli, Carlo Bianco di Sant Jorioz i Federico Confalonieri.

## La Història
Nascuda inicialment com a forma d'oposició a la política pronapoleònica de Joaquim Murat, la Carboneria va afiliar seguidors a França i a Espanya, tenint com a objectius les llibertats polítiques i l'obtenció d'una constitució en els països d'Europa. Després de la caiguda de Murat, la lluita es va dirigir contra el rei Ferran I de les Dues Sicílies, que havent pres el poder havia oblidat les promeses de justícia i llibertat fetes en el període de l'exili. Es va difondre també en el nord i sobretot en les regions italianes de la Llombardia i Emília-Romanya gràcies a l'esforç de Filippo Buonarroti (que encara que no era carbonari, es va identificar amb el moviment), l'endemà del Congrés de Viena de 1815 el moviment va assumir també un caràcter patriòtic i marcadament anti-austríac.
Després d'haver recollit les demandes de molts elements de la burgesia ciutadana com artesans i comerciants (que no havien perdonat al sobirà Borbó la seva política favorable als grans terratinents) la Carboneria va començar a secundar la voluntat guerrillera dels seus dirigents, interrompent altres greus problemes polític-socials que s'havien creat a l'interior d'aquesta mateixa ideologia i de tortuosos recorreguts polítics, algunes vegades contradictoris: com a exemple els carbonaris de declaraven a favor de la independència italiana, però no indicaven en gens ni mica l'eventual govern que hauria de tenir una Itàlia lliure. Aquesta ambigüitat (és a dir, el no poder afirmar amb certesa la situació política de la Carboneria, que va unir elements de "destra" -dreta- amb uns altres de "sinistra" -esquerra- i de "centre") finalitzarà només quan, després d'una llarga seqüela de derrotes militars, alguns carbonaris van tornar a discutir sobre el problema de la llibertat amb una perspectiva més àmplia i amb la intenció d'una acció comuna i a la formació d'una nació unida.

### Els moviments de 1820 i 1821
La Carboneria va passar per primera vegada de les paraules als fets el 1820 a Nàpols organitzant revoltes de caràcter anti-absolutista i liberal-constitucional que s'inspirava en la realitzada a Cadis el primer de gener del mateix any. Els oficials Michele Morelli i Giuseppe Silvati (que es van adherir per generals pro-Murat, com Guglielmo Pepe) el primer de juliol van marxar de Nola cap a Nàpols al capdavant dels seus regiments de cavalleria. Atemorit per la protesta, el rei Ferran I va acceptar concedir una nova carta magna i l'adopció d'un parlament. La victòria, encara que parcial, il·lusòria i aparent, va causar molta esperança a la península i a Torí els carbonaris locals, guiats per Santorre de Santarosa, van marxar amb direcció a la capital del Regne de Sardenya i el 12 de març de 1821 van obtenir la constitució democràtica.
No obstant això la Santa Aliança no va tolerar aquest comportament i a partir de febrer de 1821 van enviar un exèrcit al sud que va derrotar els insurrectes, numèricament inferiors i mal equipats. També al Piemont el rei Carles Albert I de Sardenya, indecís sobre que fer, va cedir a les pressions del seu germà Carlo Felice de Sardenya i va demanar la intervenció militar d'Àustria: el 8 d'abril l'exèrcit austríac va derrotar els revoltats i els moviments de 1820 i 1821, desencadenats gairebé totalment dintre de la Carboneria, podien declarar-se fracassats. Dins dels principals dirigents de la Carboneria, Morelli i Silvani van ser condemnats a mort; Pepe va ser condemnat a l'exili; Confalonieri, Pellico i Maroncelli van ser empresonats.

### Els moviments de 1831 i la fi de la Carboneria
Derrotats però no anihilats, els carbonaris van participar el 1830 en la revolució de juliol que sostenia la política del rei liberal Lluís Felip I de França: sobre les ales de l'entusiasme per la victoriosa revolta parisenca, també els carbonaris italians van prendre les armes contra alguns estats centro-septentrionals, i en particular contra els Estats Pontificis i Mòdena. A la capital emiliana, Ciro Menotti va ser qui va prendre la iniciativa, intentat trobar el suport polític per al duc Francesc IV de Modena, que va fingir respondre positivament a canvi de la concessió del títol de Rei de l'Alta Itàlia. No obstant això, el duc només li va fer el joc a Menotti, romanent pràcticament inerme: va ser arrestat el dia anterior a la data marcada per a la revolta. Francesc IV, per suggeriment de l'estadista austríac Klemens von Metternich, el va condemnar a mort, igual que a altres aliats.
Als Estats Papals, per la seva banda, la revolta va començar el febrer del 1831 amb l'impuls d'algunes ciutats com Bolonya, Reggio Emilia, Imola, Faenza, Ancona, Ferrara i Parma on els ciutadans, ajudats pels carbonaris, van alçar la bandera tricolor i van establir un govern provisional. Un cos de milícia voluntari, que hauria tingut l'objectiu de marxar sobre Roma, va ser massacrat per les tropes austríaques cridades pel papa Gregori XVI. Així, tota la revolta va acabant sent sufocada amb rius de sang. Aquesta derrota va fer entendre a molts carbonaris que militarment, sobretot sols, no podien competir contra Àustria, una de les grans potències del vell continent llavors.
Giuseppe Mazzini, un dels més aguts carbonaris, va fundar una nova societat secreta anomenada Jove Itàlia en la qual s'haurien confluït molts antics membres de la Carboneria que, ja gairebé sense partidaris, va cessar pràcticament d'existir, encara que la història oficial de la societat seria perllongada fins al gloriós any 1848.